# 韩东育
韩东育（1962年12月—），吉林通榆人，中共党员，东北师范大学副校长，主要从事日本及东亚史等方面的研究工作。入选中华人民共和国教育部2008年度“长江学者”特聘教授，新世纪百千万人才工程国家级人选，曾就读于东北师范大学历史系。